# Podregion Itä-Lappi
Podregion Itä-Lappi (fiń. Itä-Lapin seutukunta) – podregion w Finlandii, w regionie Laponia.
W skład podregionu wchodzą gminy:
- Kemijärvi,
- Pelkosenniemi,
- Posio,
- Salla,
- Savukoski.